# Embraer ERJ 145
Embraer ERJ 145 je serija regionalnih putničkih zrakoplova koje proizvodi brazilska zrakoplovna tvrtka Embraer. Serija ovih zrakoplova uključuje modele ERJ 135 (37 putnika), ERJ 140 (44 putnika) i ERJ 145 (50 putnika). U ovu obitelj uključeni su i poslovni model Embraer Legacy te vojna inačica R-99. Od aviona u ovoj obitelji, najveći je model ERJ 145 a svaki zrakoplov je pokretan s dva turbofen motora. Također, ti zrakoplovi su primarna konkurencija kanadskim regionalnim putničkim avionima Canadair Regional Jet.

## Razvoj

### Raniji dizajn
Embraer 145 je javnosti prikazan na pariškom air showu 1989. a ključne komponente dizajna tog zrakoplova bile su:
- straight krilo (s wingletsom),
- ugradnja motora na stražnji trup,
- dolet od 2.500 km i
- 75% zajedničkih dijelova s modelom EMB 120.

### Privremeni dizajn
Do 1990. Embraerovi inženjeri ispitivanjem vjetra u zračnim tunelima nisu dobili zadovoljavajuće rezultate za novi dizajn ERJ 145 koji se razlikovao od prethodnika EMB 120. Predložene su promjene swept krila za 22,3° dok su motori montirani ispod krila. Ovaj dizajn je u odnosu na prijašnji pokazao bolje aerodinamičke performanse ali je kombinacija swept krila i krila kraj motora dovela do visokog i teškog podvozja.

### Proizvodni dizajn
Embraerov dizajn je evolvirao krajem 1991. nakon čega je zamrznut. Iako je zrakoplov imao mnoge promjene prije nego što je u konačnici dovršen, zadržani su neki utjecaji s EMB 120 kao što je konfiguracija sjedala (2+1).
Glavne značajke proizvodnog dizajna bile su:
- ugradnja motora na stražnji dio trupa,
- swept krila (bez wingletsa),
- T-rail konfiguracija i
- dolet od 2.500 km.

Tvrtka Embraer je bila u nepovoljnom položaju jer je ulazak ERJ 145 kasnio s ulaskom na tržište zbog promjene dizajna. Do 2006. godine prodano je 892 različitih modela iz te serije dok će dodatnih 102 zrakoplova biti isporučeno u razdoblju od 2007. do 2016.

### Derivati
ERJ 140 je temeljen na ERJ 145 s kojim dijeli 96% dijelova. Od značajnih promjena tu su kraći trup, nešto izmjenjeniji motor te veći dolet. U početku su troškovi proizvodnje ERJ 140 procijenjeni na 15,2 milijuna USD da bi se u konačnici povećali na 45 milijuna USD. Model ERJ 135 koji je ušao u uporabu 1999. godine je s ERJ 145 dijelio 95% zajedničkih dijelova ali je 3,6 metara kraći.
Od broja putničkih sjedala, ERJ 135 ih ima 37, ERJ 140 ima 44 dok ERJ 145 ima 50 sjedala. Model ERJ 140 je dizajniran s manje putničkih sjedala kako bi se zadovoljile potrebe nekih većih američkih avio kompanija.
2003. godine Embraer je ušao u partnerstvo s kineskim proizvođačem zrakoplova Harbin Aircraft Manufacturing Corporation. Kao rezultat toga stvorena je zajednička tvrtka Harbin Embraer koja je za potrebe kineskog tržišta počela proizvoditi ERJ 145.

## Operacije
Inačica ERJ 145 je imala probni let 11. kolovoza 1995. dok je prvi zrakoplov isporučen avio kompaniji ExpressJet Airlines u prosincu 1996. Ta kompanija je najveći korisnik ERJ 145 s 270 tih zrakoplova. Drugi najveći korisnik je kompanija American Eagle Airlines s 206 ERJ 145 putničkih aviona. Nakon njih slijedi Chautauqua Airlines (96 zrakoplova) koji je u poslovnom savezništvu s američkim avio kompanijama American Connection, Delta Connection, US Airways Express, Continental Express i United Express.
U ožujku 2007. kompanija ExpressJet Airlines je ušla u kratkoročni sporazum s JetBlue Airwaysom o preuzimanju nekih regionalnih ruta koristeći ERJ 145.
Prema nekim procjenama, godišnji troškovi održavanja ERJ 145 iznose 2,5 milijuna USD.
ERJ 140 je javnosti predstavljen u prosincu 1999. a prvi puta je poletio 27. lipnja 2000. dok je u komercijalnu službu ušao u srpnju 2001. Avio kompanija American Eagle Airlines koristi većinu proizvedenih ERJ 140 uključujući i prvi proizvedeni zrakoplov pod oznakom N800AE. Chautauqua Airlines također koristi ERJ 140.
Početkom 2005. godine ukupno je dostavljeno 74 modela ERJ 140. Zanimljivo je spomenuti da je taj model koji je na tržištu poznat kao ERJ 140 na Embraerovim internim dokumentima i certifikatu Federalne zrakoplovne administracije označen kao EMB 135KL.

## Inačice

### Civilne inačice
- ERJ 135ER - extended range (hrv. prošireni dolet) zrakoplov. Riječ je o putnički smanjenoj inačici ERJ 145 koja ima 37 sjedala.
- ERJ 135LR - long range (hrv. dugi dolet) zrakoplov. Ima veći kapacitet spremnika goriva te nadograđene motore.
- ERJ 140ER - također putnički smanjena inačica ERJ 145 s 44 sjedala.
- ERJ 140LR - model s povećanim kapacitetom goriva od 5.187 l te nadograđenim motorima.
- ERJ 145STD - osnovni model ERJ 145 s 50 putničkih sjedala.
- ERJ 145EU - European Union (hrv. Europska unija) zrakoplov. Model namijenjen europskom tržištu koji kao i prethodnik ERJ 145STD ima isti kapacitet goriva (4.147 l) ali s max. težinom uzlijetanja od 19.990 kg.
- ERJ 145ER - jedan od osnovnih modela ERJ 145.
- ERJ 145EP - inačica s istim kapacitetom goriva kao i ERJ 145ER (4.147 l) ali s povećanom max. težinom uzlijetanja koja iznosi 20.990 kg.
- ERJ 145LR - model s nadograđenim motorima te kapacitetom goriva od 5.187 l.
- ERJ 145LU - model s istim kapacitetom goriva kao i ERJ 145LR ali s povećanom max. težinom uzlijetanja koja iznosi 21.990 kg.
- ERJ 145MK - inačica s istom max. težinom uzlijetanja i kapacitetom goriva kao i ERJ 145STD ali smanjenom težinom težinom praznog zrakoplova od 17.700 kg.
- ERJ 145XR - extra-long range (hrv. extra veliki dolet) zrakoplov. Promjene uključuju velika aerodinamička poboljšanja, trbušni spremnik za gorivo te veći kapacitet na krilnim spremnicima (isti spremnici kao i kod LR modela). Povećani su i težinski kapacitet, brzina je veća a motori su snažniji. Jedini korisnik tih zrakoplova je avio kompanija ExpressJet.
- EMB 145 AEW&C - najnoviji model predstavljen u veljači 2011. te je namijenjen indijskom tržištu.
- Legacy 600 - poslovna inačica regionalnog zrakoplova temeljena na ERJ 145.
- Harbin Embraer ERJ145 - model nastao u suradnji (joint venture) s Harbin Aircraft Manufacturing Corporation.

Svi zrakoplovi koriste iste Rolls-Royce Allison AE3007 motore ali se ovisno o inačici zrakoplova razlikuju u potisku motora. Tako primjerice proširena inačica ERJ-145ER koristi motore s potiskom od 31,3 kN dok motor Rolls Royce AE 3007A1 koji se ugrađuje u ERJ-145LR ima 33,1 kN snage potiska.
Ugrađuju se motori AE 3007A, A1 i A1P koji su mehanički identični ali se razlikuju u snazi potiska motora što je potvrđeno pri testiranjima pomoću FADEC softvera. Također, model AE 3007 A1E ima nadograđene mehaničke komponente.

### Vojne inačice
- C-99A - transportni model.
- EMB 145SA (R-99A) - AWACS model.
- EMB 145RS (R-99B) - inačica namijenjena daljinskom istraživanju.
- EMB 145MP/ASW (P-99) - inačica za pomorsku ophodnju.

## Korisnici

### Civilni korisnici
Do svibnja 2011. u civilnoj službi je bilo 990 ERJ 135/140/145 a među glavne civilne korisnike ovih zrakoplova se ubrajaju sljedeće avio kompanije:
| Avio prijevoznik        | Br. aviona |
| Brazil                  | Brazil     |
| ----------------------- | ---------- |
| Passaredo               | 13         |
| Francuska               |            |
| Air France Régional     | 33         |
| JAR                     |            |
| South African Airlink   | 9          |
| NR Kina                 |            |
| Tianjin Airlines        | 16         |
| China Eastern Airlines  | 7          |
| China Southern Airlines | 6          |
| Kolumbija               |            |
| Satena                  | 6          |
| Luksemburg              |            |
| Luxair                  | 8          |
| Meksiko                 |            |
| Aeroméxico Connect      | 40         |
| Namibija                |            |
| Air Namibia             | 3          |
| Portugal                |            |
| Portugália Airlines     | 8          |
| SAD                     |            |
| ExpressJet Airlines     | 244        |
| American Eagle Airlines | 198        |
| Chautauqua Airlines     | 78         |
| Freedom Airlines        | 33         |
| Trans States Airlines   | 27         |
| Sijera Leone            |            |
| Fly 6ix                 | 1          |
| Švedska                 |            |
| City Airline            | 9          |
| UK                      |            |
| BMI Regional            | 18         |
| Eastern Airways         | 3          |
| Ukrajina                |            |
| Dniproavia              | 25         |

### Vojni korisnici
- Brazil: brazilske zračne snage.
- Angola: nacionalne zračne snage Angole koriste jedan ERJ 135 za potrebe VIP transporta.
- Belgija: belgijska zračna komponenta od 2001. koristi dva ERJ 135 te dva ERJ 145 za potrebe putničkog i VIP transporta.
- Ekvador: ekvadorske zračne snage.
- Grčka: grčke zračne snage.
- Indija: indijske zračne snage i pogranične sigurnosne snage.
- Meksiko: meksičke zračne snage.
- Tajland: Kraljevska tajlandska vojska i Kraljevska tajlandska mornarica.[6]

## Zračne nesreće i incidenti
Zrakoplovi iz obitelji Embraer ERJ 145 nisu imali pad ili smrtne slučajeve uzrokovane mehaničkim kvarom u više od 15 milijuna sati leta.
- 11. veljače 1998. srušio se ERJ 145ER kompanije Continental Express u teksaškom gradu Beaumontu prilikom polijetanja kod trenažnog leta.
- 28. prosinca 1998. pilot kompanije Rio Sul Serviços Aéreos Regionais je s modelom ERJ 145ER sletio na pistu brzinom većom od dopuštene. Rep aviona je teško oštećen te ga je zrakoplov vukao po pisti.[8] Incident se dogodio u brazilskom gradu Curitibi.
- 29. rujna 2006. se Embraer Legacy kompanije ExcelAire sudario s Boeingom 737-800 avio tvrtke Gol Transportes Aéreos dok je letio preko brazilske sjeverne savezne države Mato Grosso na liniji Lanus - São José dos Campos. Pilot Embraer Legacyja je hitno sletio na kod Cachimboa. Zrakoplov je bio lakše oštećen dok pet putnika i člana posade nije zadobilo ozljede. S druge strane, Boeing 737-800 se srušio u amazonskoj šumi, istočno od Peixoto de Azevedo pri čemu je poginulo 148 putnika te 6 člana posade.[9]
- 7. prosinca 2009. Embraer ERJ 135 južnoafričke kompanije South African Airlink (registracija: ZS-SJW) se prizemljio zbog loših vremenskih uvjeta. Tada je zrakoplov udario u prilaznu rasvjetu kod aerodromske ograde.
- 25. kolovoza 2010. piloti Embraer ERJ 145 su prilikom slijetanja kod mjesta Vitória da Conquista izgubili kontrolu nad zrakoplovom zbog čega je avion teško oštećen a zaustavio se daleko od piste. Ozlijeđena su dva od ukupno 27 putnika. Kompanija u čijem je vlasništvu zrakoplov je tvrdila da je uzrok nesreći nisko podvozje iako promatrači incidenta tvrde da je podvozje bilo nisko zbog samog slijetanja aviona.[10]
- 4. rujna 2011. je Embraer 145 kompanije United Airlines sletio s piste prilikom slijetanja na međunarodnu zračnu luku Ottawa. Svih 44 putnika nije ozlijeđeno dok je kod zrakoplova teško oštećen mjenjač i krilo na desnoj strani.

## Tehničke karakteristike
| Inačica                    | ERJ135 ER                   | ERJ135 LR                   | ERJ140 ER                   | ERJ140 LR                   | ERJ145 LR                   | ERJ145 XR                   |
| -------------------------- | --------------------------- | --------------------------- | --------------------------- | --------------------------- | --------------------------- | --------------------------- |
| Letna posada               | 3 (2 pilota + osoblje leta) | 3 (2 pilota + osoblje leta) | 3 (2 pilota + osoblje leta) | 3 (2 pilota + osoblje leta) | 3 (2 pilota + osoblje leta) | 3 (2 pilota + osoblje leta) |
| Kapacitet sjedala          | 37                          | 37                          | 44                          | 44                          | 50                          | 50                          |
| Dužina Raspon krila Visina | 26,33 m 20,04 m 6,76 m      | 26,33 m 20,04 m 6,76 m      | 28,45 m 20,04 m 6,76 m      | 28,45 m 20,04 m 6,76 m      | 29,87 m 20,04 m 6,76 m      | 29,87 m 20,04 m 6,76 m      |
| Motori (2×)                | Rolls-Royce AE 3007A        | Rolls-Royce AE 3007A        | Rolls-Royce AE 3007A        | Rolls-Royce AE 3007A        | Rolls-Royce AE 3007A        | Rolls-Royce AE 3007A        |
| Težina praznog zrakoplova  | 15. 600 kg                  | 16. 000 kg                  | 17. 100 kg                  | 17. 100 kg                  | 17. 900 kg                  | 18. 500 kg                  |
| Max težina tereta          | 4.198 kg                    | 4.499 kg                    | 5.284 kg                    | 5.292 kg                    | 5.786 kg                    | 5.909 kg                    |
| Max težina uzlijetanja     | 19.000 kg                   | 20.000 kg                   | 20.100 kg                   | 21.100 kg                   | 22.000 kg                   | 24.100 kg                   |
| Max dolet                  | 2.409 km (1.300 nmi)        | 3.243 km (1.750 nmi)        | 2.317 km (1.250 nmi)        | 3.058 km (1.650 nmi)        | 2.873 km (1.550 nmi)        | 3.706 km (2.000 nmi)        |
| Osnovna brzina leta        | 0,78 Macha 828 km/h 515 mph | 0,78 Macha 828 km/h 515 mph | 0,78 Macha 828 km/h 515 mph | 0,78 Macha 828 km/h 515 mph | 0,78 Macha 828 km/h 515 mph | 0,80 Macha 851 km/h 530 mph |
| Max visina leta            | 11.278 m                    | 11.278 m                    | 11.278 m                    | 11.278 m                    | 11.278 m                    | 11.278 m                    |